# Aurora (Illinois)
Aurora – miasto w Stanach Zjednoczonych, w stanie Illinois, rozciągające się głównie na hrabstwa Kane i DuPage. Miasto leży nad rzeką Fox, w obszarze metropolitalnym Chicago. Według danych z 2023 roku liczy 177,6 tys. mieszkańców. Jest drugim co do wielkości miastem w stanie, po Chicago, od którego leży około 60 km na zachód. Silnie zróżnicowane etnicznie, z dużą populacją Latynosów.
W mieście rozwinął się przemysł metalowy, maszynowy oraz środków transportu.

## Ludność
Według danych pięcioletnich z 2022 roku, 42,3% mieszkańców stanowili Latynosi, 33,3% identyfikowało się jako biali niebędący Latynosami, 16,6% było rasy mieszanej, 10,7% stanowili czarni lub Afroamerykanie, 10,7% miało pochodzenie azjatyckie (w większości Hindusi), 1,1% to rdzenni Amerykanie i 0,12% pochodziło wysp Pacyfiku.
W 2010 roku liczyło 197,9 tys. mieszkańców, jednak w latach 2010–2020 straciło 8,8% populacji. 25,6% mieszkańców jest urodzonymi poza granicami Stanów Zjednoczonych. 